# Speedski-Weltmeisterschaften 2017
Die Speedski-Weltmeisterschaften 2017 fanden vom 24. bis 26. März 2017 in Idre (Schweden) statt. Die Weltmeisterschaften wurden erstmals hier ausgetragen.
Erfolgreichste Nation wurde Frankreich mit sieben Medaillen.

## Teilnehmer
Es nahmen 69 Teilnehmer aus 16 Ländern teil.
| Europa (16 Länder)                                                                        | Europa (16 Länder)                                                                                   | Europa (16 Länder) |
| ----------------------------------------------------------------------------------------- | --- | ------------------ |
| - Belgien - Dänemark - Deutschland - Finnland - Frankreich - Italien - Österreich - Polen | - Russland - Schweden - Schweiz - Slowakei - Spanien - Tschechien - Ukraine - Vereinigtes Königreich |                    |
| Amerika (1 Land)                                                                          | |                    |
| - Vereinigte Staaten                                                                      | |                    |

## Programm
| Datum    | Uhrzeit    | Programm                   |
| -------- | ---------- | -------------------------- |
| 24. März | 9:00       | Trainingslauf              |
| 24. März | 10:30      | erster Qualifikationslauf  |
| 24. März | 12:00      | zweiter Qualifikationslauf |
| 25. März | 9:00       | Halbfinallauf              |
| 25. März | 11:00      | Finallauf                  |
| 26. März | Reservetag | Reservetag                 |

## Medaillenspiegel
| Platz | Nation      | Gold | Silber | Bronze | Gesamt |
| ----- | ----------- | ---- | ------ | ------ | ------ |
| 01    | Frankreich  | 3    | 3      | 1      | 7      |
| 02    | Schweden    | 1    | 1      | 2      | 4      |
| 03    | Italien     | 1    | —      | —      | 1      |
| 03    | Schweiz     | 1    | —      | —      | 1      |
| 05    | Österreich  | —    | 1      | 1      | 2      |
| 06    | Spanien     | —    | 1      | —      | 1      |
| 07    | Dänemark    | —    | —      | 1      | 1      |
| 07    | Deutschland | —    | —      | 1      | 1      |
| Total | Total       | 6    | 6      | 6      | 18     |

## Strecke
Sämtliche Wettbewerbe fanden auf der Piste Chocken statt.
| Streckenname          | Chocken |
| Seehöhe Start         | 872 m   |
| Seehöhe Ziel          | 711 m   |
| Höhendifferenz        | 161 m   |
| Streckenlänge gesamt  | 680 m   |
| Streckenlänge Wertung | 400 m   |

## Ergebnisse Herren

### S1
| Platz | Land | Sportler             | Geschwindigkeit (km/h) | Differenz (km/h) |
| ----- | ---- | -------------------- | ---------------------- | ---------------- |
| 01    | FRA  | Bastien Montes       | 176,93                 |                  |
| 02    | AUT  | Manuel Kramer        | 176,66                 | −0,27            |
| 03    | AUT  | Klaus Schrottshammer | 176,03                 | −0,90            |
| 04    | ITA  | Simone Origone       | 175,54                 | −1,39            |
| 05    | FIN  | Jukka Viitasaari     | 174,72                 | −2,21            |
| 06    | SWE  | Christian Jansson    | 174,50                 | −2,43            |
| 07    | ITA  | Ivan Origone         | 174,23                 | −2,70            |
| 08    | CZE  | Radek Čermák         | 173,15                 | −3,78            |
| 09    | AUT  | Simon Leitner        | 172,72                 | −4,21            |
| 10    | FRA  | Jimmy Montes         | 172,00                 | −4,93            |
| …     |      |                      |                        |                  |
| 15    | AUT  | Daniel Raab          | 170,34                 | −6,59            |
| 23    | SUI  | Reto Eigenmann       | 168,03                 | −8,90            |

Titelverteidiger:  Ivan Origone
31 Fahrer in der Wertung

### SDH
| Platz | Land | Sportler           | Geschwindigkeit (km/h) | Differenz (km/h) |
| ----- | ---- | ------------------ | ---------------------- | ---------------- |
| 01    | SUI  | Gregory Meichtry   | 158,61                 |                  |
| 02    | SWE  | Sebastian Lindblom | 157,99                 | −0,62            |
| 03    | GER  | Marc Amann         | 157,77                 | −0,84            |
| 04    | CZE  | Petr Urban         | 156,23                 | −2,38            |
| 05    | SWE  | Daniel Persson     | 155,97                 | −2,64            |
| 06    | GER  | Oliver Henzler     | 155,76                 | −2,85            |
| 07    | SWE  | Lars Beskow        | 155,19                 | −3,42            |
| 08    | SUI  | Michel Goumoëns    | 154,85                 | −3,76            |
| 09    | GER  | Daniel Schöll      | 154,55                 | −4,06            |
| 10    | USA  | Jeffrey Mika       | 152,62                 | −5,99            |

Titelverteidiger:  Günther Foidl
16 Fahrer in der Wertung

### SDH Junior
| Platz | Land | Sportler          | Geschwindigkeit (km/h) | Differenz (km/h) |
| ----- | ---- | ----------------- | ---------------------- | ---------------- |
| 01    | FRA  | Ugo Portal        | 154,40                 |                  |
| 02    | ESP  | Álvaro García     | 150,55                 | −3,85            |
| 03    | SWE  | Jonatan Brunnberg | 150,29                 | −4,11            |
| 04    | SWE  | Hugo Lennartson   | 149,48                 | −4,92            |
| 05    | FRA  | Axel Jechoux      | 140,50                 | −13,90           |

Titelverteidiger:  Marc Amann
Fünf Fahrer in der Wertung

## Ergebnisse Damen

### S1
| Platz | Land | Sportler               | Geschwindigkeit (km/h) | Differenz (km/h) |
| ----- | ---- | ---------------------- | ---------------------- | ---------------- |
| 01    | ITA  | Valentina Greggio      | 171,50                 |                  |
| 02    | FRA  | Karine Dubouchet Revol | 170,76                 | −0,74            |
| 03    | SWE  | Lisa Hovland-Udén      | 169,18                 | −2,32            |
| 04    | SWE  | Britta Backlund        | 167,04                 | −4,46            |
| 05    | SWE  | Hanna Matslofva        | 167,00                 | −4,50            |
| 06    | FRA  | Célia Martinez         | 165,18                 | −6,32            |
| 07    | SWE  | Sofia Hedgren          | 154,37                 | −10,92           |

Titelverteidiger:  Valentina Greggio
Sieben Fahrerinnen in der Wertung

### SDH
| Platz | Land | Sportler         | Geschwindigkeit (km/h) | Differenz (km/h) |
| ----- | ---- | ---------------- | ---------------------- | ---------------- |
| 01    | FRA  | Clea Martinez    | 151,17                 |                  |
| 02    | FRA  | Justine Theillet | 148,85                 | −2,32            |
| 03    | DEN  | Nicoline Nielsen | 147,46                 | −3,71            |

Titelverteidiger:  Seraina Murk
Drei Fahrerinnen in der Wertung

### SDH Junior
| Platz | Land | Sportler            | Geschwindigkeit (km/h) | Differenz (km/h) |
| ----- | ---- | ------------------- | ---------------------- | ---------------- |
| 01    | SWE  | Mathilda Persson    | 151,93                 |                  |
| 02    | FRA  | Ludivine Toche      | 151,27                 | −0,66            |
| 03    | FRA  | Anais Builles       | 147,26                 | −4,67            |
| 04    | SWE  | Eira Dougherty      | 146,34                 | −5,59            |
| 05    | SWE  | Agnes Brandås       | 146,11                 | −5,82            |
| 06    | FRA  | Lisa Fournet-Fayard | 144,99                 | −6,94            |
| 07    | SWE  | Thea Bad            | 141,12                 | −10,81           |

Titelverteidiger:  Britta Backlund
Sieben Fahrerinnen in der Wertung